# Richard Gabriel
Richard Gabriel (1874 - 1960) fou un compositor alemany.
Fou deixeble de Humperdinck, a partir del 1902 fou organista i director de cors de Sagan.
Entre les seves composicions figuren balades per a veus d'homes, Frülingsouverture, per a orquestra, Nach Walhall, per a cor mixt, solos i orquestra.